# Rosa 'Princesse de Monaco'
'MEImagarmic' (el nombre del obtentor registrado ®), es un cultivar de rosa híbrido de té que fue conseguido en Francia en 1981 por la casa Meilland. También se conoce por el nombre comercial ® 'Princesse de Monaco'. Es una de las rosas más conocidas del mundo.

## Descripción
'Princesse de Monaco' es una rosa moderna cultivar del grupo híbrido de té.
El cultivar procede del cruce de 'Ambassador' x 'Mme A. Meilland'. Las formas arbustivas del cultivar tienen un porte erguido y alcanza de 60 a 90 cm de alto. Las hojas son de color verde claro y brillante. Sus delicadas flores de color blanco y bordes rosa son de tamaño medio, corte completo, y apariencia de híbrido de té. Rosas grandes, completos (26-40 pétalos). Forma de floración solitaria, ahuecadas. Florece en oleadas a lo largo de la temporada. Grandes cogollos ovales de ancho. 'Princesse de Monaco' es fuertemente perfumada y sus fragantes flores suelen aparecer durante todo el año.
Esta rosa es popular entre los jardineros, ya que es muy espinoso, resistente y soporta la sombra. Es compatible con frío y resiste la enfermedad.
Está catalogada entre las 103 rosas favoritas del mundo.

## Origen
El cultivar fue desarrollado en Francia por la prolífica rosalista francesa Marie-Louise (Louisette) Meilland (Francia, 1981). 
Introducida en Francia por Meilland et Cie en 1981 como 'Princesse de Monaco'. 'Princesse de Monaco' es una rosa híbrida con ascendentes parentales de 'Ambassador' x 'Mme A. Meilland'.
El obtentor fue registrado bajo el nombre cultivar de 'PP5067' por Meilland en 1982 y se le dio el nombre comercial de 'Princesse de Monaco'. El cultivar también se conoce como 'aka Grace Kelly', 'Preference', 'Princess of Monaco', 'Princesse Grace de Monaco', 'Princess Grace of Monaco' y 'MEImagarmic'.

## Cultivo
Aunque las plantas están generalmente libres de enfermedades, resistente al punto negro, 
resistente al moho, resistente a la roya; es posible que sufran de punto negro en climas más húmedos o en situaciones donde la circulación de aire es limitada. Las plantas no toleran la sombra, mejor a pleno sol. En América del Norte son capaces de ser cultivadas en USDA Hardiness Zones 5b, 6b, 7b, 8b, 9b, y 10b. La resistencia y la popularidad de la variedad han visto generalizado su uso en cultivos en todo el mundo.
Las flores son adecuadas para su uso como flor cortada. Tanto la forma de arbustos y estándar injertado pueden ser cultivadas en contenedores grandes.

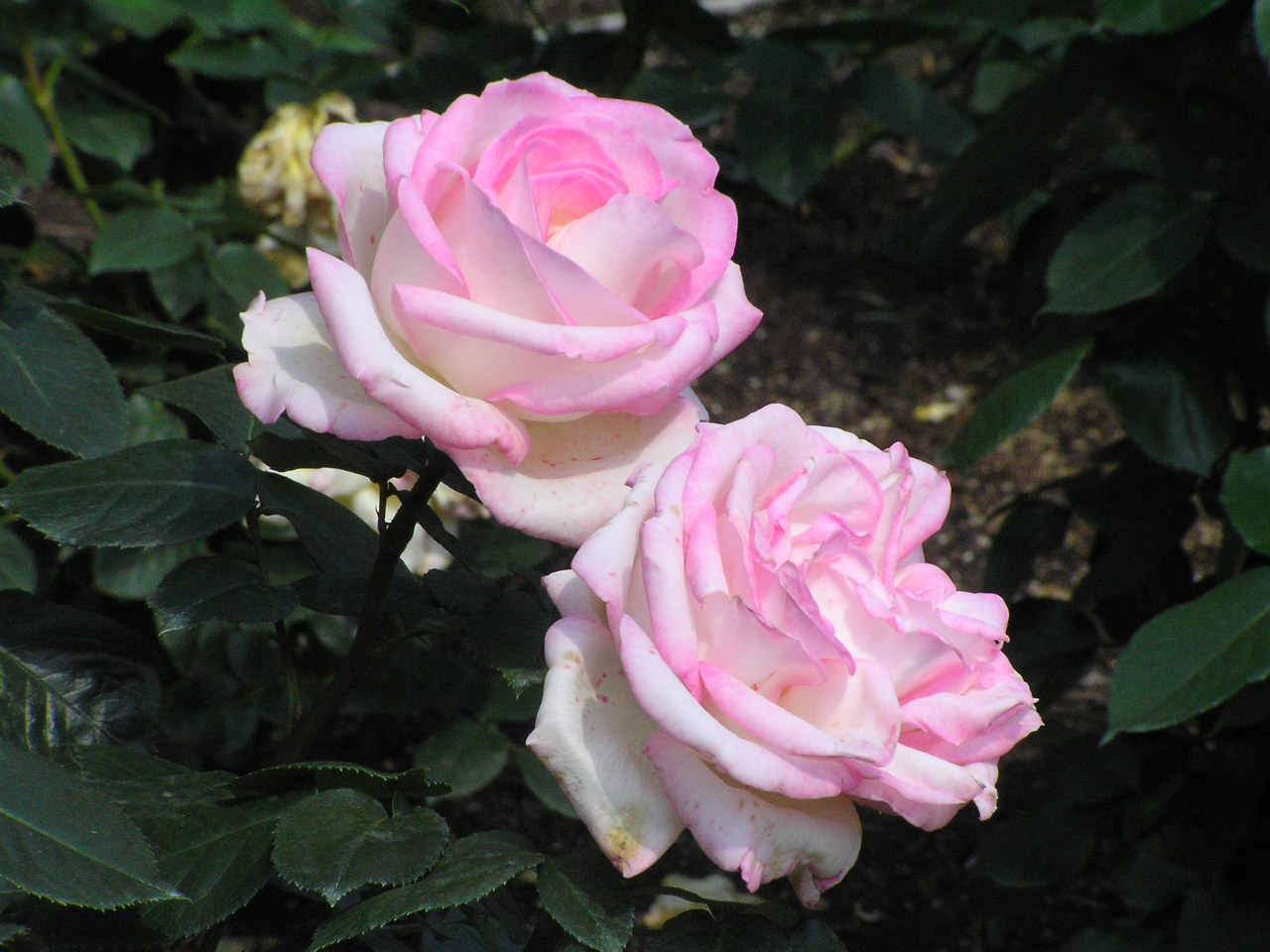
Rosa 'Princesse de Monaco' Meilland en el Parque de Ocio Kitaharima - Yokamura (Japón).
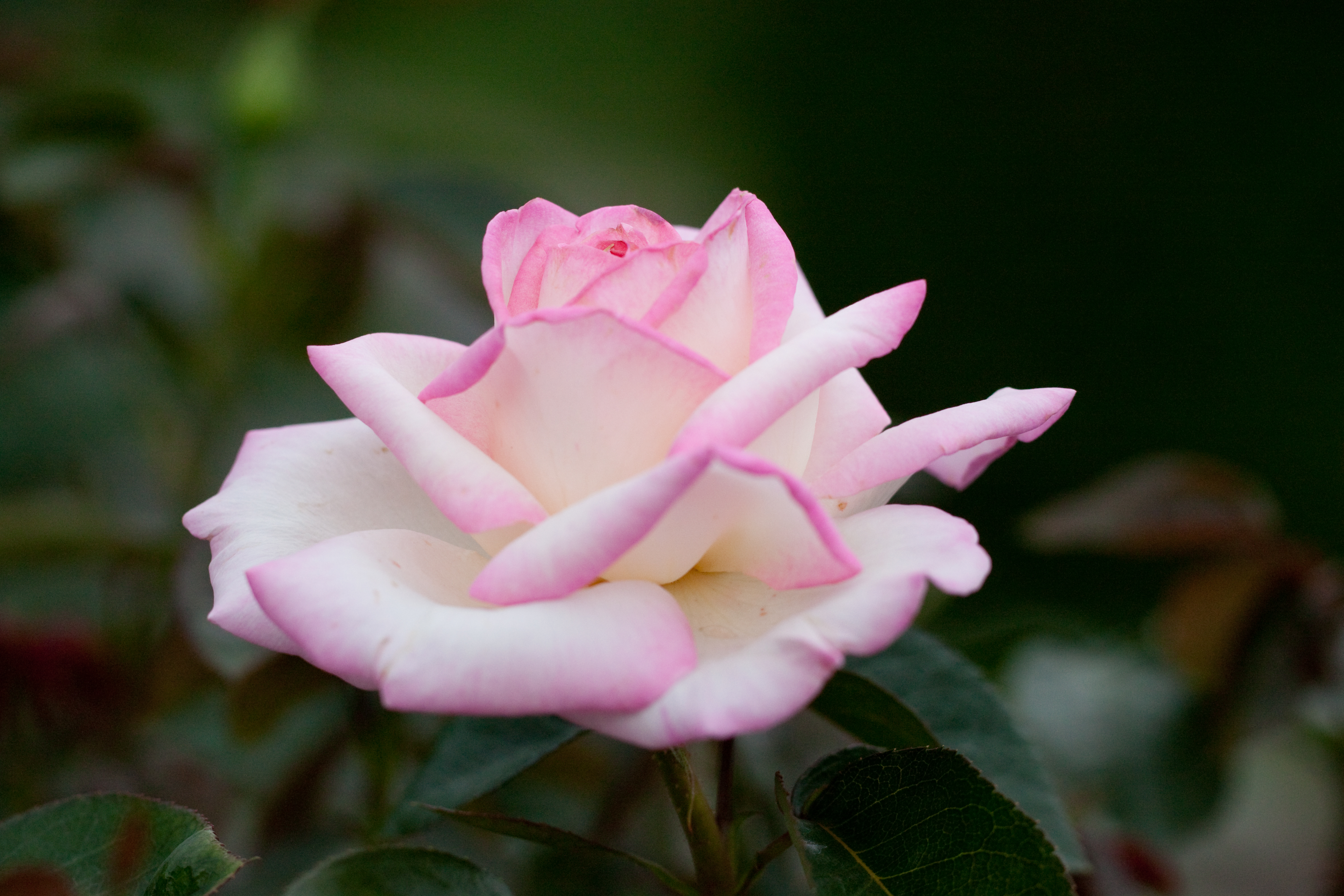
Rosa 'Princesse de Monaco' Meilland 1981 en el Jardín Botánico de Kioto, (Japón).
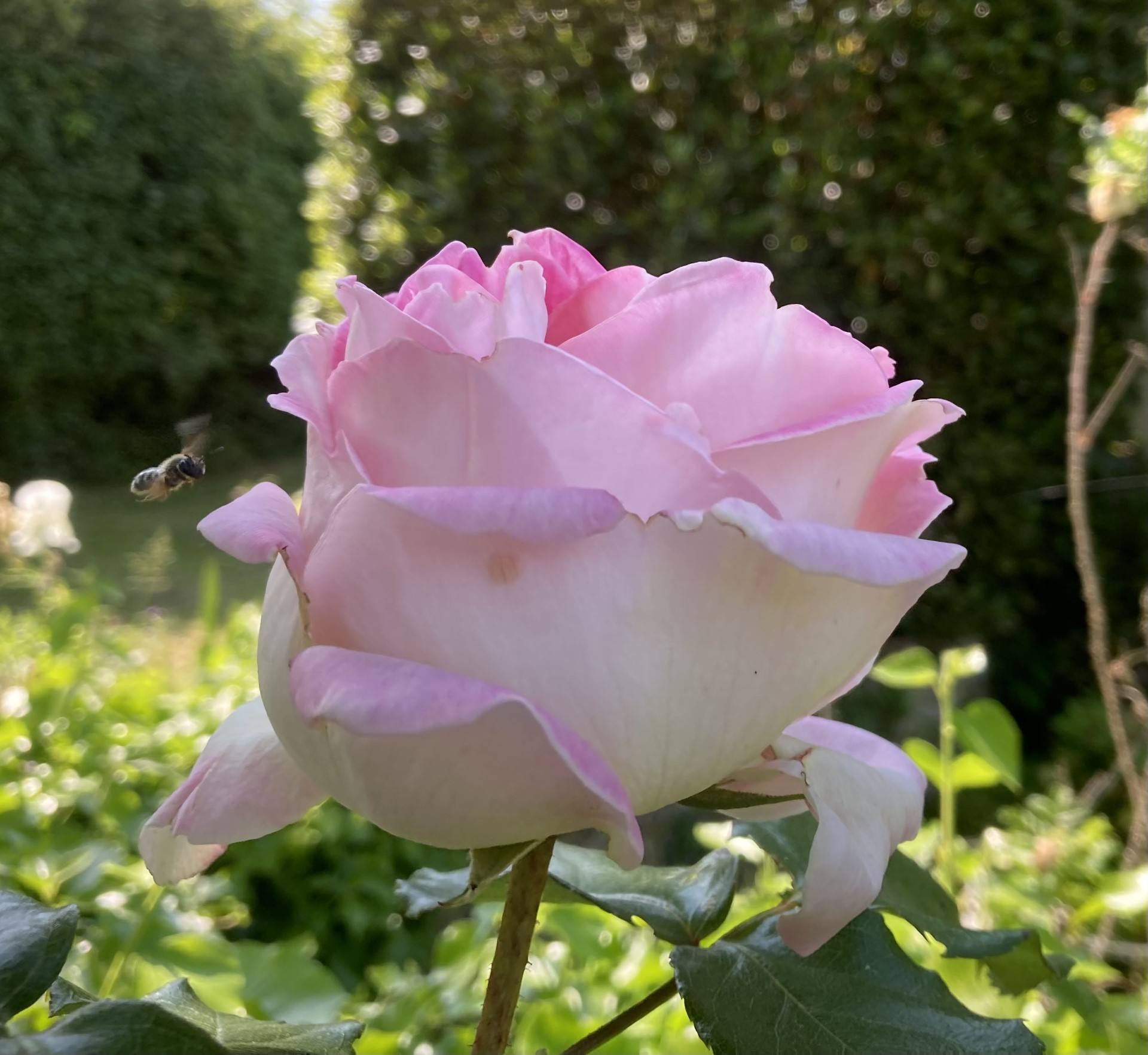
Rosa 'Princesse de Monaco' en un jardín en Francia.